# Anthene lukokescha
Anthene lukokescha är en fjärilsart som beskrevs av Karsch 1895. Anthene lukokescha ingår i släktet Anthene och familjen juvelvingar. Inga underarter finns listade i Catalogue of Life.